# تلسکوپ لکه‌یاب

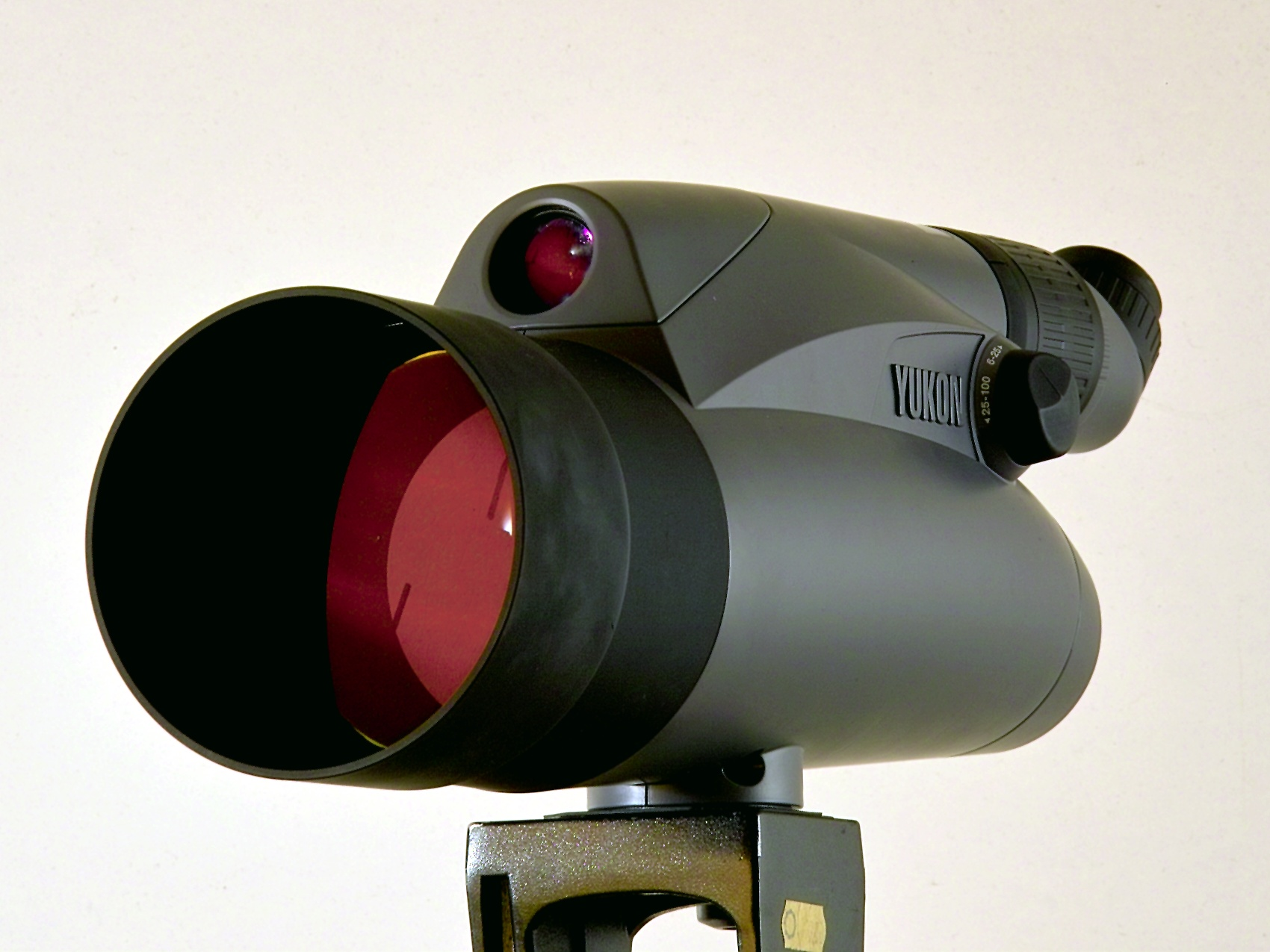
یک تلسکوپ لکه‌یاب ۱۰۰ میلی‌متری با یک یابنده پاراکسیال ۳۰ میلی‌متری

تلسکوپ لکه‌یاب (به انگلیسی: Spotting scope)  یک تلسکوپ پرقدرت و فشرده‌است که برای پایش دقیق اجسام دور بهینه‌سازی شده‌است. آنها به عنوان ابزارهای قابل حمل بهبودیافته نوری برای تفرج‌های مختلف در فضای بازمانند تماشای پرندگان، تماشای آسمان و دیگر فعالیت‌های طبیعت‌گرایانه، برای شکار و تیراندازی به هدف برای تأیید محل قرارگیری تیر از سوی تیرانداز، برای برد تاکتیکی و نظارت، و برای هر برنامه دیگری که نیاز به بزرگنمایی بالاتر نسبت به دوربین‌های دوچشمی معمولی (معمولاً ۲۰× تا ۶۰×) دارد، استفاده می‌شود.
قدرت جمع‌آوری نور و وضوح یک محدوده نقطه‌یابی با قطر عدسی شیئی تعیین می‌شود که معمولاً بین ۵۰ و ۸۰ میلیمتر (۲٫۰ و ۳٫۱ اینچ) است. هرچه هدف بزرگ‌تر باشد، تلسکوپ بزرگ‌تر و گران‌تر نیاز است.
مجموعه نوری دارای یک لنز شیئی کوچک شکستی، یک سیستم برآمدن تصویر داخلی و یک چشمی است که معمولاً قابل جابجایی است. سیستم برآمدن تصویر ممکن است از لنزهای رله، منشورهایی مانند پوررو یا منشورهای سقفی، یا سیستم کاتادیوپتری طرح اشمیت یا ماکزوتوف استفاده کند. دوربین‌های نقطه‌ای ممکن است طراحی ناهموار، رابط نصب برای اتصال به سه‌پایه، و دستگیره کنترل ارگونومی طراحی شده و قرار گرفته برای تنظیم فوکوس داشته باشند. برخی از میدان‌های نقطه‌ای نیز دارای شبکیه‌های داخلی برای فاصله‌یابی استیومتری هستند.